# أمجد علي خان (سياسي)
أمجد علي خان (بالأردوية: امجد علی خان)‏ (بالإنجليزية: Amjad Ali Khan)‏ هو سياسي باكستاني، ولد في 8 أكتوبر 1972. حزبياً، نشط في حركة الإنصاف الباكستانية. وقد انتخب عضو الدورة ال 15 في الجمعية الوطنية في باكستان ‏ عن دائرة NA-90 Mianwali-II ‏ وقد انضم خلال فترته النيابية ‏  للكتلة البرلمانية حركة الإنصاف الباكستانية وانتخب عضو الدورة الرابعة عشر في الجمعية الوطنية في باكستان ‏ عن دائرة NA-72 (Mianwali-II) ‏ وقد انضم خلال فترته النيابية ‏ (1 يونيو 2013 – )  للكتلة البرلمانية حركة الإنصاف الباكستانية وانتخب عضو الجمعية الوطنية في باكستان.